# .ninja
.ninja是一個新的互聯網通用頂級域，取意於日語“忍者”，這是一個在流行文化中具有特定親和力的詞，用來指稱具有特殊專業知識或技能的人。
該域名於2013年12月7日獲得網際網路名稱與數字位址分配機構批准，於2013年12月29日啓用。